# Ali Ghediri
Ali Ghediri  (en arabe : علي غديري) ; né le 6 janvier 1954 à Ouenza dans l'actuelle wilaya de Tébessa en Algérie, est un militaire et homme politique algérien.
Général-major, directeur des ressources humaines au ministère de la Défense nationale de 2000 à 2015, retraité, il est candidat indépendant à l'élection présidentielle algérienne de 2019. Dans le contexte du Hirak, il est arrêté en juin de la même année.
Après vingt-sept mois de détention préventive, il est condamné le 23 septembre 2021 à 4 ans de prison, peine portée à six ans en procédure d'appel.

## Biographie

### Origine
Ali Ghediri naît à Ouenza, ville minière située dans la wilaya de Tébessa, près de la frontière tunisienne,. Son père était un ouvrier mineur originaire d'Oum El Bouaghi, dans la région des Aurès, en Algérie.

### Formation et carrière militaire
Après des études secondaires, il opte pour une carrière militaire dans les rangs de l'Armée nationale populaire. Il est d'abord formé en Algérie, à l’Académie militaire interarmes de Cherchell. Il poursuit ensuite sa formation à l'étranger : à l'Académie navale de Saint-Pétersbourg, où il suit une formation en génie mécanique de marine, à l'Académie militaire de Moscou et à l'Académie d'État-major de Damas.
Ali Ghediri est titulaire d'un magister en relations internationales et d'un doctorat d'État en études stratégiques, portant sur la politique de sécurité nationale,.
De retour en Algérie, il sert dans les forces navales jusqu'en 1983, puis dans les forces terrestres. Promu général-major en juillet 2010, il est directeur des ressources humaines au ministère de la Défense pendant 15 ans. En septembre 2015, il décide de prendre sa retraite et mettre fin à sa carrière militaire.
En 2015, Ali Ghediri soutien le général-major Hocine Benhadid en conflit avec Ahmed Gaïd Salah après des accusations de  Benhadid contre Gaïd Salah pour des affaires de mœurs quand il dirigeait l’École de formation des officiers de réserve de Blida. Alors qu'Hocine Benhadid est emprisonné à la suite de ces propos, Ahmed Gaïd Salah gardera une rancœur à l'encontre d'Ali Ghediri.

### Candidatures avortées à l'élection présidentielle de 2019
Officier supérieur quasiment inconnu, sans parcours militant, sans parti, sans ancrage populaire ni soutiens de partis établis, Ali Ghediri se fait connaître sur la scène politique en publiant une lettre ouverte adressée à ses « aînés ». Le texte, paru dans El Watan le 22 novembre 2018, les exhorte à éviter au pays « une redescente aux enfers », car l'Algérie, écrit-il, « a assez souffert depuis le recouvrement de son indépendance » et « ses enfants sont en droit de vivre une rupture qui réponde à leurs aspirations, à leur rêve ».
Il se fait aussi remarquer par de multiples déclarations dans la presse, qui lui ont valu une mise en garde du ministère de la Défense, ce dernier rappelant l'obligation de réserve à laquelle sont astreints les militaires.
Le 19 décembre 2018, il indique vouloir se présenter à l'élection présidentielle en Algérie, prévue le 18 avril 2019, en se déclarant comme « candidat du peuple ». Il est ainsi le premier candidat officiellement déclaré après l'annonce de la date du scrutin,. Il se dit prêt à « défier le système » qui ne lui « fait pas peur ». Son directeur de campagne est Mokrane Ait Larbi et son directeur de communication est H'mida Ayachi,. Il reçoit le soutien financier de l’homme d’affaires Issad Rebrab, PDG du groupe Cevital.  
Dans sa déclaration de candidature, Ali Ghediri appelle à la mise en place d’une « Deuxième République ».
Le 3 mars, il dépose sa candidature au Conseil constitutionnel. Le 6 mars, Ait Larbi se retire de sa campagne et rejoint les manifestations de 2019 en Algérie.
Après le report du scrutin, il appelle à son organisation d'ici mai de cette année. Il annonce ensuite sa candidature au scrutin, fixé au 4 juillet 2019. Il exige cependant le départ du chef de l'État Abdelkader Bensalah et du Premier ministre Noureddine Bedoui. Il décide de retirer sa candidature.

### Arrestation et condamnation
Le 12 juin 2019, il est arrêté. Le 13 juin 2019, il est placé en mandat de dépôt à la prison d'El-Harrach pour ses déclarations au sujet de l'armée et pour des accusations de divulgation de documents à des puissances étrangères.
En juin 2020, le chambre d’accusation informe qu'elle annule le chef d'accusation de « participation à la fourniture à des agents de pays étrangers d’informations qui portent atteinte à l’économie nationale » et conserve celui d'« atteinte au moral les troupes de l’armée ».
Le 19 février 2021, une grâce présidentielle concerne une soixantaine de détenus du Hirak qui sont libérés, mais Ali Ghediri est maintenu en détention. Après vingt-sept mois de détention préventive, il est condamné le 23 septembre 2021 à 4 ans de prison pour « participation en temps de paix à une entreprise visant à fragiliser le moral de l'Armée nationale populaire ». Rejugé en appel le 16 mai 2023 alors qu'il est emprisonné dans la prison de Koléa, il voit sa peine alourdie, passant de quatre à six ans de prison, avec privation de ses droits civiques et politiques durant dix ans, soit une sortie potentielle en 2025,. Il est libéré le 12 juin 2025,.